# Ra Patera
La Ra Patera è una struttura geologica della superficie di Io.